# Laniarius poensis
Laniarius poensis е вид птица от семейство Malaconotidae.

## Разпространение
Видът е разпространен в Бурунди, Екваториална Гвинея, Камерун, Демократична република Конго, Нигерия, Руанда и Уганда.